# Xonqi Xonqa
Xonqi Xonqa (uzb. «Xonqi» Xonqa futbol klubi, ros. Футбольный клуб «Ханки» Ханка, Futbolnyj Kłub "Chanki" Chanka) – uzbecki klub piłkarski, mający siedzibę w mieście Xonqa na zachodzie kraju. Założony w roku 1971.

## Historia
Chronologia nazw:
- 1971–1974: FK Yangiariq (ros. ФК «Янгиарык»)
- 1975: Xonqi Yangiariq (ros. «Ханки» Янгиарык)
- 1976: Xorazm Yangiariq (ros. «Хорезм» Янгиарык)
- 1977–1986: Xorazm Xonqa (ros. «Хорезм» Ханка)
- 1987–1988: Xonqi Xonqa (ros. «Ханки» Ханка)

Piłkarski klub FK Yangiariq został założony w miejscowości Yangiariq w 1971 roku. W 1972 zespół debiutował w Drugiej Lidze, strefie 5 Mistrzostw ZSRR. W 1975 nazywał się Xonqi Yangiariq, a w 1976 Xorazm Yangiariq. 
W 1977 klub przeniósł się do pobliskiego miasteczka Xonqa (25 km na północ) i przyjął nazwę Xorazm Xonqa. W 1987 zmienił nazwę na Xonqi Xonqa. W 1984 nie występował w Drugiej Lidze, ale uczestniczył w rozgrywkach o Mistrzostwo Uzbeckiej SRR, gdzie został mistrzem. W 1985 powrócił do Drugiej Ligi. W 1988 startował w rozgrywkach Pucharu ZSRR. Po zakończeniu sezonu zajął 8. miejsce, ale w następnym 1989 jego zastąpił w lidze Jayxun Urgencz. Potem zespół został rozformowany.

## Sukcesy

### Trofea międzynarodowe
Nie uczestniczył w rozgrywkach azjatyckich (stan na 31-05-2015).

### Trofea krajowe
ZSRR
| \| \| Zdobyte trofea w rozgrywkach Związku Radzieckiego (stan na: 31-12-1991) \| |                                                                         |      |          |
| Rozgrywki                                                                        | Osiągnięcie                                                             | Razy | Sezon(y) |
| Mistrzostwo                                                                      | I miejsce                                                               | 0    |          |
| Mistrzostwo                                                                      | II miejsce                                                              | 0    |          |
| Mistrzostwo                                                                      | III miejsce                                                             | 0    |          |
| Puchar                                                                           | zdobywca                                                                | 0    |          |
| Puchar                                                                           | finalista                                                               | 0    |          |
| Puchar                                                                           | 1/64 finału                                                             | 1    | 1988/89  |
| II liga                                                                          | I miejsce                                                               | 0    |          |
| II liga                                                                          | II miejsce                                                              | 0    |          |
| II liga                                                                          | III miejsce                                                             | 0    |          |
|                                                                                  | Zdobyte trofea w rozgrywkach Związku Radzieckiego (stan na: 31-12-1991) |      |          |

- Wtoraja liga ZSRR:
  - wicemistrz w grupie: 1987
- Mistrzostwo Uzbeckiej SRR:
  - mistrz (2x): 1971, 1984

## Stadion
Klub rozgrywał swoje mecze domowe na stadionie Xonqi w Xonqa, który może pomieścić 1,000 widzów.

## Piłkarze
Znani piłkarze:
- / Aleksandr Ivankov
- / Ulug'bek Ro'zimov

## Trenerzy
- 1972–1973:  Evgeniy Valitskiy
- 1973:  Stanisław Stadnik
- 1974:  Idgay Tazetdinov
- 1975–1976:  Walerij Lubuszin
- 1977–1980:  Siergiej Docenko
- 1981:  Yakov Kaprov
- 1982:  Siergiej Docenko
- 1983:  Viktor Ivanov

...
- 1985–06.1985:  Siergiej Docenko
- 07.1985–1986:  Yakov Kaprov
- 1987–1988:  Valeriy Vasilenko
- 1988:  N. Atadżanow

...